# HK Belgorod
Le HK Belgorod est un club de hockey sur glace de Belgorod en Russie. Il évolue dans la Pervaïa Liga, le troisième échelon russe.

## Historique
Le club est créé en 1994.

## Palmarès
- Aucun titre.